# Pàtrocles de Macedònia
Pàtrocles (en grec antic: Πατροκλῆς; en llatí: Patrocles) fou un general macedoni al servei de Seleuc I Nicàtor.
El 312 aC quan Seleuc va recuperar la ciutat de Babilònia, va nomenar governador Pàtrocles. Quan Demetri Poliorcetes va avançar cap a la zona, Pàtrocles, que no li podia fer front, es va retirar cap a l'altre costat del Tigris, on Demetri no va creure convenient seguir-lo. De les operacions militars que van seguir no es coneix res.
Després, Pàtrocles apareix com a conseller de Seleuc en la guerra contra Demetri l'any 286 aC, segons diu Plutarc. El 280 aC, després de la mort de Seleuc, apareix al costat del seu fill Antíoc I Sòter, que el va nomenar comandant en cap de l'exèrcit i la direcció de la guerra a Àsia, segons Memnó d'Heraclea. Es creu que Pàtrocles, en vida de Seleuc i probablement també després, va tenir el govern de diverses províncies orientals dels dominis selèucides, que arribaven pel nord fins a la mar Càspia i a l'Est fins a l'Índia, com comenta Estrabó.
Durant el temps que va governar aquells territoris, va recollir informació geogràfica molt acurada que després va publicar. Estrabó i Eratòstenes el mencionen sovint com a font i reconeixen la seva exactitud i autoritat, però no diuen el títol de la seva obra. Sembla clar que el llibre contenia una descripció general de l'Índia i dels països que es trobaven a la vora del riu Oxus, i de tota la regió de la mar Càspia. Estrabó l'anomena amb admiració «el més creïble» (ἥκιστα ψευδόλογος) de tots els escriptors sobre aquells territoris. Segurament havia utilitzat materials recollits per ordre d'Alexandre el Gran en la seva marxa cap a l'est.